# کیووا
کیووا (به ژاپنی: 寛政 Kyōwa) نام عصر ژاپنی در دوره ادو بود. این دوره بعد از کانسی (دوره) و قبل از بونکا بود. این دوره از فوریه ۱۸۰۱ تا فوریه ۱۸۰۴ میلادی ادامه داشت. در این دوره امپراتور کوکاکو امپراتور ژاپن بود.